# Balsas-lármáskuvik
A Balsas-lármáskuvik (Megascops seductus) a madarak (Aves) osztályának bagolyalakúak (Strigiformes) rendjéhez, ezen belül a bagolyfélék (Strigidae) családjához tartozó faj.

## Rendszerezése
A fajt Robert Thomas Moore amerikai üzletember és ornitológus írta le 1941-ben, az Otus nembe  Otus vinaceus seductus néven. Szerepelt Otus seductus néven is. Magyar nevét a mexikói Balsas-folyóról kapta.

## Előfordulása
Mexikó délnyugati részén honos. Természetes élőhelyei a szubtrópusi és trópusi száraz erdők, szavannák és cserjések, valamint másodlagos erdők. Állandó, nem vonuló faj.

## Megjelenése
Testhossza 26 centiméter, testtömege 155-165 gramm.

## Természetvédelmi helyzete
Az elterjedési területe nagyobb, mint először becsülték, egyedszáma ugyan csökken, de mérsékelten. A Természetvédelmi Világszövetség Vörös listáján nem fenyegetett fajként szerepel.